# Quercus cocciferoides
Quercus cocciferoides là một loài thực vật có hoa trong họ Cử. Loài này được Hand.-Mazz. miêu tả khoa học đầu tiên năm 1925.